# Geneng (Bulukerto)
Geneng is een bestuurslaag in het regentschap Wonogiri van de provincie Midden-Java, Indonesië. Geneng telt 3167 inwoners (volkstelling 2010).